# Johann Arfvedson
Johan August Arfwedson (Skagersholms Bruk, 12 de enero de 1792 - Hedensö, 28 de octubre de 1841) fue un químico sueco y descubridor del litio en el año 1817.
Arfwedson perteneció a una familia burgesa rica. Fue hijo del comerciante Jacob Arfwedson y su esposa Anna Elisabeth Holtermann. Se matriculó como estudiante en la Universidad de Upsala en 1803 (en esa época, matricularse joven era algo común para los hijos de aristocráticos y ricos), recibiéndose en Leyes en 1809 y mineralogía en 1812.
En el último año de sus estudios, recibió un puesto (ad honorem) en la Royal Board of Mines, donde continuó hasta alcanzar el puesto de notario (aún ad honorem) en 1814.
En Estocolmo, Arfwedson conoció al químico Jöns Jakob Berzelius, quien le permitió el acceso a su laboratorio privado. Allí descubrió el elemento litio en el año 1817, mientras analizaba una mina de petalita.
Posteriormente formó su propio laboratorio en su ciudad natal en el cual trabajó hasta el resto de sus días.
- Datos: Q313568